# König-Karls-Bad

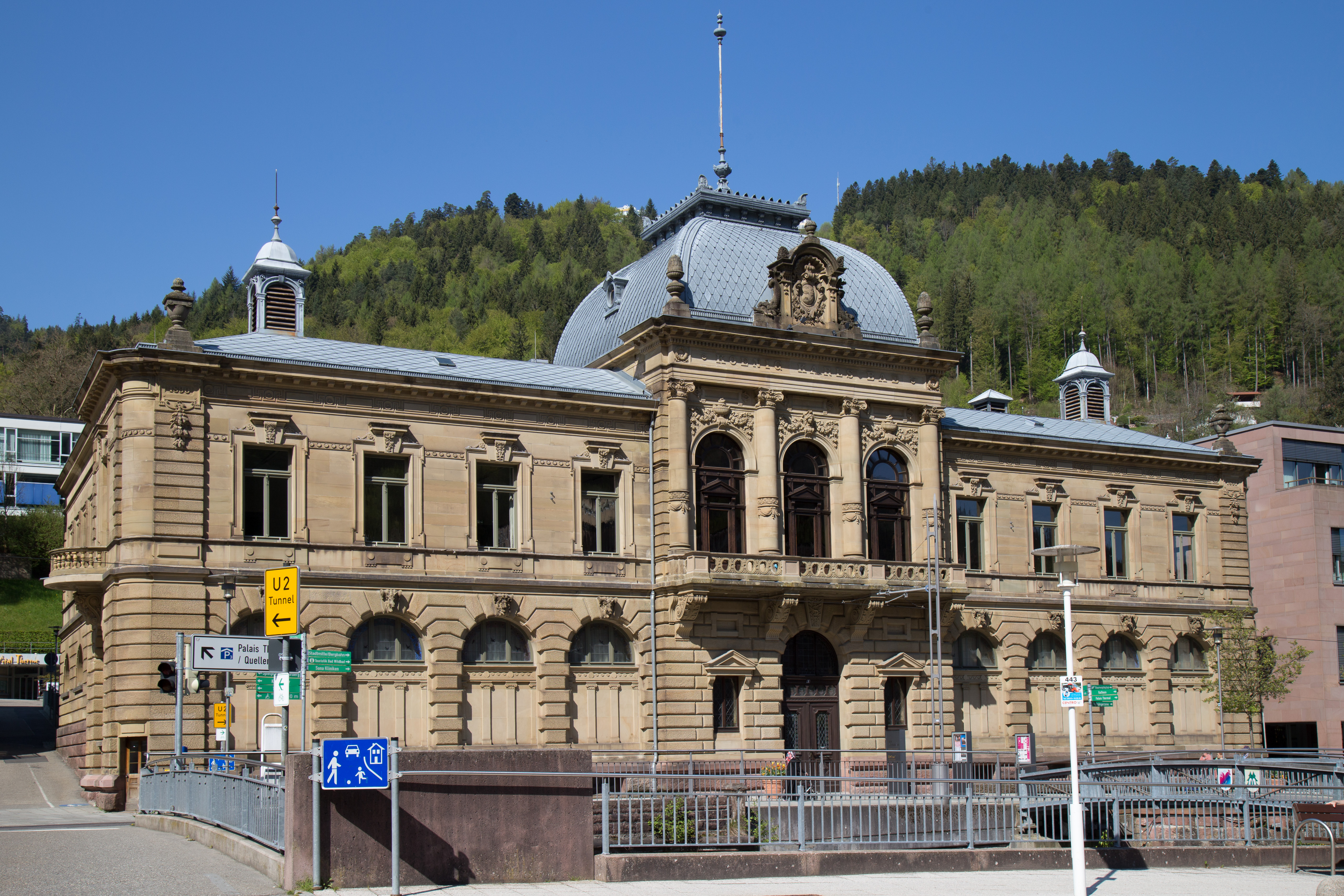
König-Karls-Bad

Das König-Karls-Bad (seit 1977 Haus des Gastes) ist ein Badgebäude in Bad Wildbad im Schwarzwald. Als Forum König-Karls-Bad werden die Räumlichkeiten heute für Tagungen und Konferenzen genutzt.

## Geschichte
In der zweiten Hälfte des 19. Jahrhunderts brachte die steigende Zahl von Badegästen die Kapazität der vorhandenen Bäder – Graf-Eberhard-Bad, Kleines Bad und Katharinenstift – an ihre Grenzen. Diese befanden sich über den Thermalquellen rechts der Enz.
1863 begannen Bohrungen am linken Enzufer, um neue Thermalwasservorkommen zu erschließen. Das Wasser wurde zusammen mit dem nächtlichen Überschuss der alten Quellen in einem Reservoir gespeichert und bei Tage genutzt.

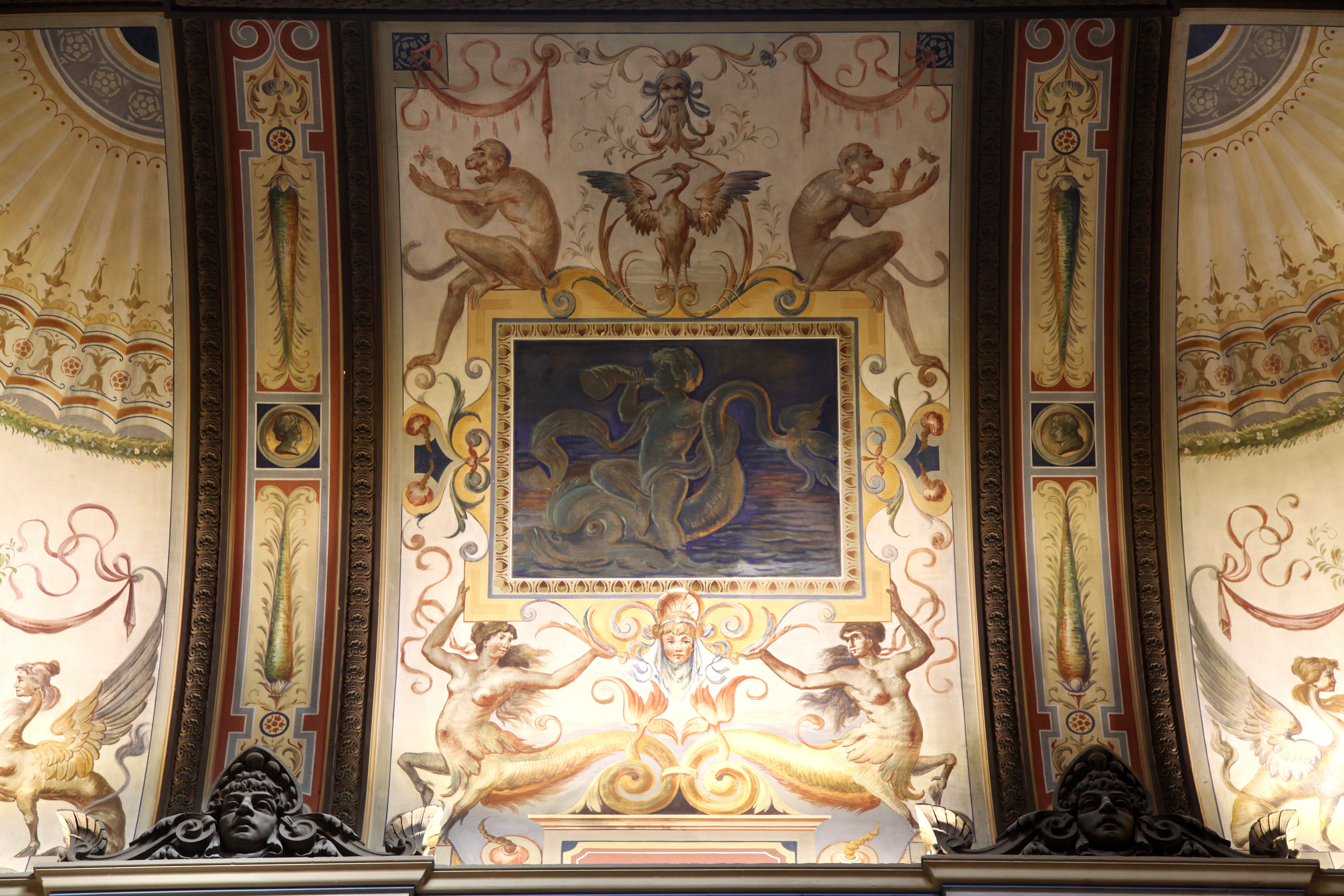
Deckenmalerei über dem Trinkbrunnen im Pompejanischen Stil mit Blattmaske

Auf Initiative des Wildbader Badearztes Wilhelm Theodor von Renz wurde Felix von Berner 1876 mit dem Bau eines neuen Bades im ehemaligen Pfarrgarten links der Enz beauftragt. Namensgeber war der regierende König Karl von Württemberg.

### Erster Bauabschnitt 1881/1882
Zunächst baute man eine Pumpstation und Sammelleitungen zwischen dem unterirdischen Reservoir, den Bädern und der Trinkhalle. In dieser Zeit entstand auch die König-Karl-Straße entlang der Enz. Das neue Badgebäude war ein einstöckiger, schlichter Zweckbau mit Einzelbädern, einer Wartehalle und einem offenen Innenhof. Hangseitig befand sich ein Wasserturm zur Versorgung der Duschen.

### Zweiter Bauabschnitt 1889–1892
Die Erweiterung des König-Karls-Bades wurde dem bestehenden Gebäude vorgesetzt. Im Erdgeschoss des Baus befanden sich Gemeinschafts-, Warmluft-, Heißluft- und Dampfbäder sowie Umkleideräume. Ein zentrales Treppenhaus führt ins Obergeschoss mit Kuppelsaal und Gesellschaftsräumen.
Berner gestaltete das Bad als Renaissancebau mit barocken Elementen. Die an der König-Karl-Straße gelegene, symmetrisch gegliederte Hauptfassade erhielt einen dreiachsigen Mittelrisalit. Mittig vor der mächtigen Kuppel befindet sich das württembergische Wappen. Der Sockel ist mit rötlichem, die übrige Fassade mit gelblich-grauem Sandstein verblendet.
Die Innenräume waren repräsentativ gestaltet. Im Vestibül befinden sich Marmorbüsten des württembergischen Königspaares Karl und Olga. Im Treppenhaus und Kuppelsaal dominieren Wand- und Deckenmalereien von Hans von Kolb. Die Baderäume waren ebenfalls mit Malereien und farbigen Glasfenstern versehen.

### Umbauten und weitere Pläne

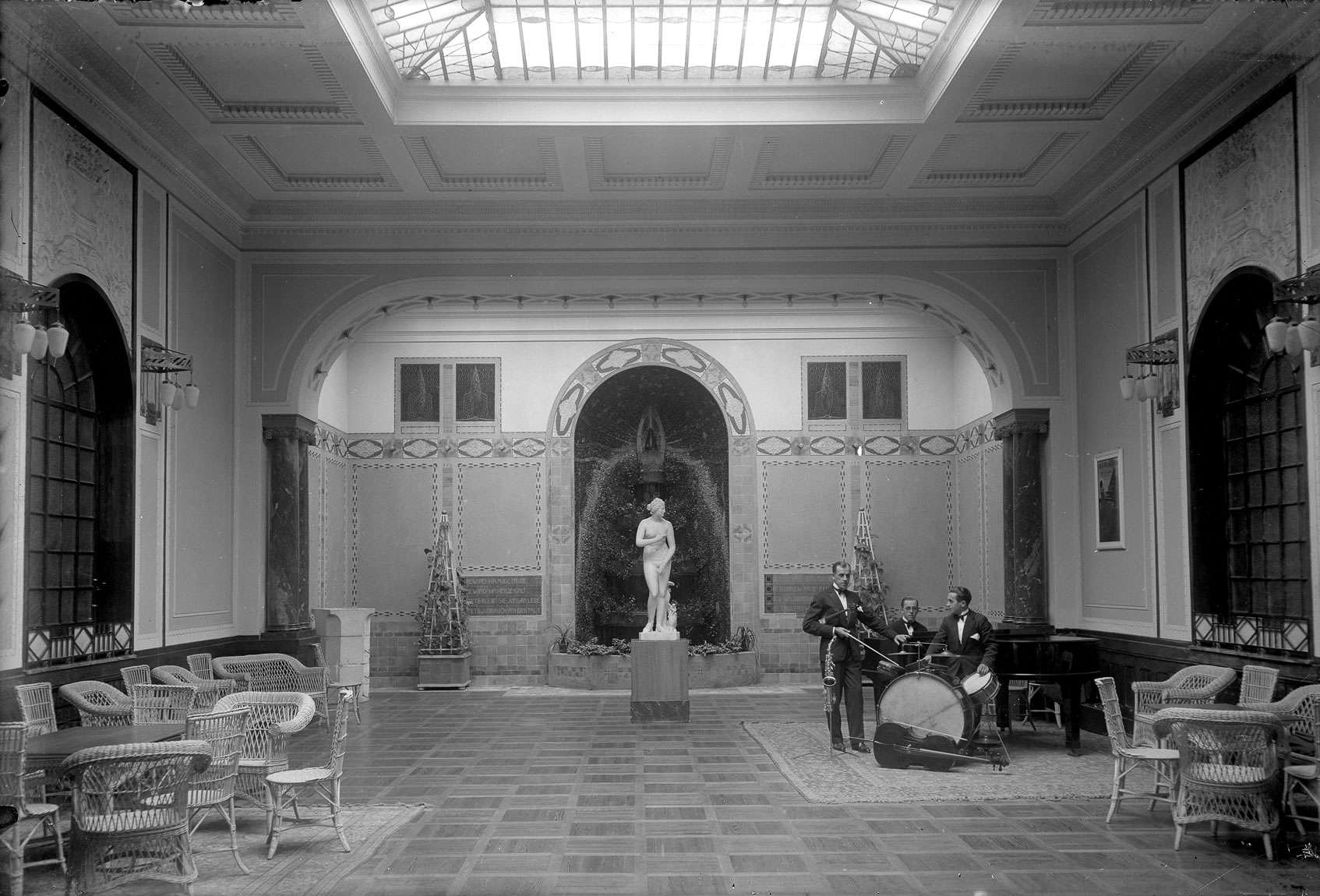
Großer Saal

1905/1906 wurde ein Teil des ersten Bauabschnitts aufgestockt und der Wartesaal mit Innenhof zu einem neuen großen Saal erweitert.
Die Gesamtplanung für das Staatsbad Wildbad aus dem Jahr 1959 sah den Abbruch des König-Karls-Bades vor. Die Stadtplaner wollten damit Platz für den Zugang zu den Neubauten schaffen. Im Gegensatz zu anderen Maßnahmen wurde der Abbruch nicht ausgeführt.
Das Gebäude steht seit 1972 unter Denkmalschutz.

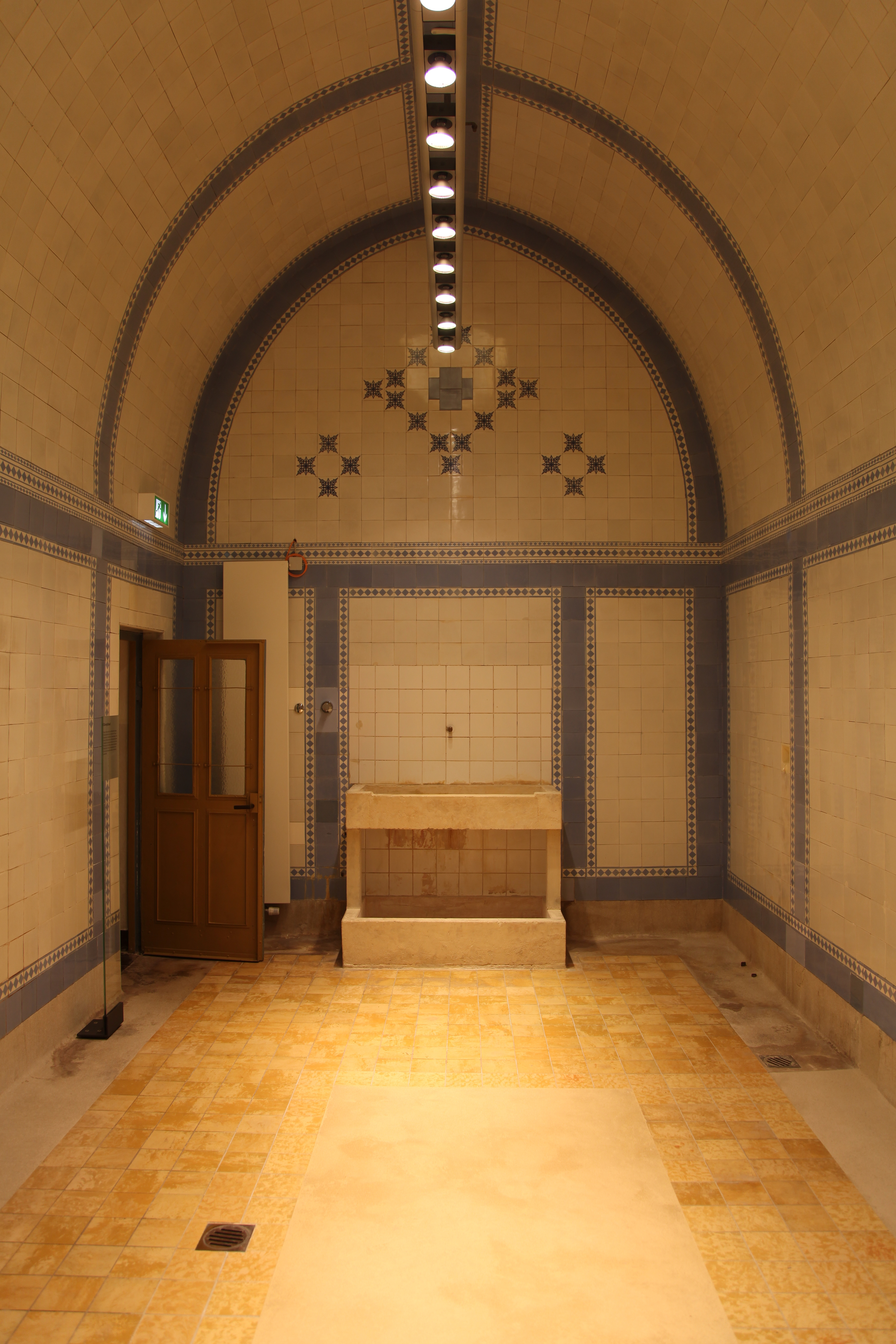
Dampfbad

## Nutzung
Nach Fertigstellung des Neuen Eberhardsbades als Kurmittelhaus benötigte man die Badeeinrichtungen im König-Karls-Bad nicht mehr. Seitdem dient es als Haus des Gastes mit Vortrags-, Lese- und Veranstaltungsräumen sowie zeitweilig einem Kino.
Von 2010 bis 2012 wurde das Gebäude grundlegend saniert und die Innenausstattung restauriert. Ein Teil der historischen Baderäume ist als musealer Bereich öffentlich zugänglich. Im großen Saal finden regelmäßig Kurkonzerte statt. Umbauten im Obergeschoss, die Verbesserung des Brandschutzes sowie ein barrierefreier Zugang beider Stockwerke ermöglichen die Nutzung für Tagungen und Konferenzen.